# Raymond Chomel
Raymond Emmanuel Marie Siméon Chomel, né le 5 septembre 1897 à Fourmies (Nord), et décédé le 10 août 1989 à Paris, est un officier général français, personnalité de la Résistance militaire intérieure pendant la Seconde Guerre mondiale.

## Biographie

### Avec de Gaulle en 1940
Lors de l'offensive allemande de mai 1940, le commandant Chomel est officier de liaison du Grand quartier général français auprès de la 4e division cuirassée, qui vient d'être créée et est commandée par le colonel Charles de Gaulle. C'est lui qui transmet à ce dernier le 15 mai l'ordre de se porter à Montcornet. Ses qualités militaires et son sens politique sont remarqués par le colonel de Gaulle qui le prend le 23 mai comme chef d'état-major et lui fait préparer l'ordre de la bataille d'Abbeville. De même, nommé le 6 juin sous-secrétaire d'État à la Guerre, il le fait entrer dans son cabinet militaire à Paris.
Raymond Chomel, promu colonel, va vivre aux côtés de de Gaulle les évènements de l'effondrement militaire et politique de la Troisième République. Le général part à Londres au matin du 17 juin 1940. Il a proposé aux membres de son cabinet de venir avec lui. Le colonel Chomel, père de six enfants, souhaite rester en France. Le général comprend ses raisons et lui confirmera sa confiance en 1945.

### L'organisation de la Résistance militaire dans l'Indre
Après l'armistice, le colonel Chomel est nommé chef d'état-major de la 9e division militaire. Il est de nouveau tenté de rejoindre de Gaulle à Londres mais opte pour rester à Châteauroux dans l'Armée d'armistice, avec le projet d'organiser dans sa région une Résistance militaire. Lui et le colonel Bertrand, commandant le 1er régiment d'infanterie , se répartissent la région, Chomel étant chargé de l'Indre (sauf Issoudun) et d'une partie de la Vienne et de l'Indre-et-Loire, Bertrand prenant le Cher et le reste de la région.
En novembre 1942, après l'occupation par les Allemands de la zone dite libre, le colonel Chomel est chargé de la dissolution de la 9e division. Il veille à trouver des situations civiles pour le plus grand nombre possible de ses militaires. Il sillonne son secteur sous des prétextes divers pour rallier des officiers des unités dissoutes et constituer avec eux les noyaux d'unités nouvelles. C'est le cas avec le capitaine Jean Costa de Beauregard (17e bataillon de chasseurs à Châteauroux), le commandant Costantini (32e régiment d'infanterie à Loches) et le commandant Fox (27e régiment d'infanterie au Blanc). Le colonel entre dans l'Organisation de résistance de l'armée (ORA), créée par le général Frère, et prend ses instructions auprès de son commandement à Vichy et à Limoges. L'armement se constitue à partir des dépôts clandestins de l'armée d'armistice et des parachutages alliés. En mai 1944, le colonel Chomel échappe à une rafle de la Gestapo et entre en clandestinité sous le nom de Charles Martel. La résistance militaire s'organise en trois secteurs, les sédentaires, cependant armés, les corps francs de secteurs pour les petites opérations et les troupes mobiles militaires. Chomel reçoit le commandement des troupes mobiles, groupées dans la brigade de marche Charles Martel.

### Premières opérations
La brigade est en état d'intervenir à partir du débarquement allié en Normandie mais reçoit l'ordre de n'en rien faire pour l'instant. Le colonel Chomel est nommé d'autre part chef d'état-major et conseiller militaire du chef des FFI de l'Indre, le colonel Paul Minguet (Surcouf). La brigade multiplie les opérations de sabotage et harcèle les forces d'occupation, notamment les divisions allemandes de combat qui montent vers le front de Normandie. Les transmissions et les déplacements, de plus en plus surveillés par l'Occupant, deviennent très dangereux et il y a ainsi des pertes, comme celle du prince Joachim Murat, jeune officier de liaison de Chomel.
L'ordre de guérilla généralisée est donné le 13 août. Après le débarquement de Provence, les forces d'occupation doivent se replier au plus vite vers l'Allemagne. Deux colonnes vont traverser le secteur de la brigade Charles Martel. La première à remonter vers l'Est est celle du général Täglischbeck. Les engagements se multiplient, notamment aux abords des routes nationales 675, 725 et 780. Il s'agit d'abord d'embuscades montées par la brigade, très destructrices pour les Allemands et leur moral et suivies d'un décrochement rapide. Puis des premiers combats ont lieu à Lignac, Clavières, Preuilly-sur-Claise, Saint-Hippolyte. Celui d'Écueillé, le 25 août, aboutit à la reddition des Allemands et la prise de cinq canons de 88 mm et de nombreux véhicules qui serviront pour la réduction de la poche de Saint-Nazaire.
Le général Berlon, commandant le Premier régiment de France, alors unique unité militaire vichyste, fait savoir en juillet qu'il souhaite avoir un contact avec la Résistance militaire. Le colonel Chomel, informé, prend l'initiative de pourparlers. Le général est arrêté de façon imprévue le 9 août par des éléments FFI incontrôlés mais les pourparlers se poursuivent avec son adjoint et aboutissent au ralliement le 22 août des trois compagnies du régiment, fortement équipées et armées, ainsi que d'un escadron cycliste, d'un peloton motocycliste et d'un escadron à cheval. Les effectifs de la brigade Charles Martel sont ainsi doublés, par des éléments formés, solidement encadrés et armés. La brigade regroupe maintenant 2 350 hommes dont 100 officiers de carrière.

### La reddition de la colonne Elster
La colonne Täglischbeck arrive tant bien que mal à franchir la Loire. Elle est suivie par celle du général Elster, remontant du Sud-Ouest, composée de 25 000 hommes de divers corps mais fortement armée. La brigade Charles Martel l'attaque à tous moments. À partir du 4 septembre, le colonel Chomel reçoit des Alliés des moyens de communication radio qui lui permettent de coordonner les bombardements américains et anglais. La colonne ne peut désormais progresser que la nuit. Le général Elster comprend qu'il a peu de chances de passer la Loire et commence à le faire savoir discrètement. Le colonel Chomel, informé, engage des contacts puis des pourparlers avec le général, menés par des officiers de renseignement de sa brigade. Le général Elster accepte le principe d'une reddition mais ne veut la faire que dans l'honneur militaire, devant une armée régulière, qui ne peut être que l'armée américaine. Chomel est soucieux de la vie de ses hommes. Il contacte les Américains qui acceptent de recevoir la reddition. Un protocole de reddition est préparé.
La colonne tente cependant de forcer le passage de la Loire à Decize dans la nuit du 9 au 10 septembre mais en est empêchée après un violent combat de quatre heures. Au matin du 10 septembre, des officiers de la brigade Charles Martel escortent le général Elster de son poste de commandement au château de Châteauneuf-sur-Loire, jusqu'à la sous-préfecture d'Issoudun, où les négociations se poursuivent. Le colonel Chomel a demandé la veille aux Américains et obtenu d'eux la suspension des attaques aériennes, ce qui lui vaut la confiance de l'état-major allemand. À 16 heures, Elster signe sa reddition au général américain Macon, en présence du colonel Chomel, qui peut seulement contresigner l'acte.
Le lendemain, une deuxième cérémonie a lieu à la mairie d'Arcay, dans le Cher, à la demande du colonel Bertrand, commandant les FFI du Cher, mais Elster refuse de signer une seconde fois et fait seulement approuver par le colonel ses ordres de marche pour la reddition. Une troisième cérémonie a lieu le 14 septembre au pont de Beaugency. La colonne reçoit les honneurs militaires américains et le général Elster remet son pistolet au général Macon. Le colonel Chomel assiste à la reddition comme simple témoin, à l'indignation des Résistants et de la population berrichonne qui en voudra longtemps aux Américains. 18 500 Allemands sont ainsi faits prisonniers dont 2 officiers généraux. Pour sa part, la brigade Charles Martel a eu dans ces combats 74 morts et 786 blessés, et l'ennemi 800 tués, 1 500 blessés, 200 prisonniers, 110 camions et 14 canons détruits ou capturés.

### La reddition de la poche de Saint-Nazaire
Après la reddition de la colonne Elster et le repli en Allemagne des dernières troupes d'occupation, il ne reste en France que plusieurs poches allemandes sur le littoral, dont l'une à Saint-Nazaire. Le 26 octobre 1944, le général de Larminat nomme le colonel Chomel commandant des Forces françaises de Loire-Inférieure (FFLI), qui comprennent, outre la Brigade Charles Martel, 5 bataillons de marche des FFI de Loire-Inférieure, 3 bataillons de Maine-et-Loire, 2 bataillons d'Ille-et-Vilaine et diverses autres unités. La brigade Charles Martel arrive le 11 novembre.
Il apparait que l'ennemi est acculé dans la poche, tandis que les armées alliées progressent vers Berlin. Il n'y a pas lieu de lancer une offensive, qui serait coûteuse en hommes et immobiliserait du matériel, plus utile sur le front de l'Allemagne. Il s'agit seulement de contenir l'ennemi dans son périmètre actuel, dont il ne cherche d'ailleurs plus à sortir depuis septembre, faute de moyens. Il s'agit aussi de protéger les populations civiles, soit 130 000 "empochés", dont une partie sera expulsée par les Allemands. Il s'agit d'aller en douceur vers la reddition, en veillant autant que possible à ce que les installations portuaires et militaires soient rendues intactes. Le colonel Chomel va atteindre ces objectifs. Sa mission est aussi de mettre de l'ordre chez les FFI dont les chefs se chipotent politiquement, de les fédérer et de les intégrer dans l'armée régulière, ce qu'il fera avec habileté et énergie.
Le colonel Chomel organise trois secteurs :
- Fégréac (27e RI, lieutenant-colonel Fox)
- Saint-Étienne-de-Montluc (32e RI et 17e bataillon de chasseurs à pied, lieutenant-colonel René Costantini), en contact permanent avec l'ennemi
- Le sud de la Loire (8e régiment de cuirassiers, chef d'escadron de Beaumont).

La brigade Charles Martel qui compte 2 600 hommes prend l'appellation de 25e division d'infanterie, d'abord sous le commandement de Raymond Chomel puis sous celui du colonel Ghislain, le colonel Chomel étant nommé général de brigade le 25 décembre 1944.
Le général Chomel accompagne le général de Gaulle lors de sa visite à Saint-Nazaire le 14 janvier 1945, pour remettre à la ville la croix de la Libération. Le 32e régiment d'infanterie du lieutenant-colonel Costantini rend les honneurs. Le 25 janvier, les bataillons FFI sont dissous et intégrés dans la 25e division qui regroupe désormais 30 000 hommes.
Après la capitulation générale des armées allemandes, les forces d'occupation de la poche de Saint-Nazaire ne peuvent que se rendre. Les Allemands signent leur reddition à Cordemais devant les négociateurs de l'armée américaine et de l'armée française représentée par le capitaine Delpèche. Le 11 mai, les Allemands reçoivent les honneurs militaires sur l'hippodrome du Grand Clos à Bouvron et le général Hans Junck remet son pistolet au général américain Kramer qui a à ses côtés le général Chomel entouré de son état-major. 28 000 Allemands sont faits prisonniers, dont 2 généraux et 2 amiraux, avec leur armement et leur matériel. Les installations de Saint-Nazaire sont rendues en état d'utilisation.

### Après la guerre
La paix revenue, le général Chomel rejoint le général de Gaulle, président du Gouvernement provisoire de la République française, comme membre de son cabinet militaire. Il devient son chef de cabinet militaire à l'automne 1945 et le reste jusqu'au départ du général le 21 janvier 1946. Il est ensuite commandant de l'École d'état-major (1945-1949), puis de la 3e division d'infanterie (1951-1954) et du 2e corps d'armée (1954-1957). Il est membre du Conseil supérieur de la guerre en 1957 et passe dans le cadre de réserve en 1962.
Le général de corps d'armée Raymond Chomel meurt à l'âge de 91 ans.

## Distinctions
- : Grand officier de la Légion d'honneur[12]
- : Croix de guerre 1914-1918
- : Croix de guerre 1939-1945 avec palmes
- : Médaille de la Résistance avec rosette.

## Mémoriaux
- Rue du général Raymond Chomel à Fourmies
- Plaque commémorative dans la cour de la sous-préfecture d'Issoudun
- Monument de la reddition à Bouvron.